# Ángeles Esteller
María Ángeles Esteller Ruedas (Barcelona, 12 de febrero de 1964) es una abogada y política española, diputada al Parlamento de Cataluña en la VI Legislatura y diputada al Congreso de los Diputados en la X Legislatura. 

## Biografía
Nacida en Barcelona el 12 de febrero de 1964, hizo una licenciatura en  Derecho por la Universidad de Barcelona, un máster en Derecho Societario y Tributario por la Universidad Abad Oliva CEU y un curso de Derecho Comunitario en la Universidad Católica de Lovaina (Bélgica). Como abogada colegiada en el Colegio de Abogados de Barcelona, ha trabajado en la asesoría jurídica de la Diputación de Barcelona y como abogada en el Bufete Guardiola y Puig. En el ámbito político, está afiliada al Partido Popular (entonces Alianza Popular) desde 1988 y fue diputada del Parlamento de Cataluña entre 1999 y 2003 y diputada de la Diputación de Barcelona entre 2003 y mayo de 2011 (entre 2003 y 2007 como portavoz del Grupo Popular). Es concejala del Ayuntamiento de Barcelona desde 2003 y ocupa la portavocía del grupo municipal desde junio de 2007.En las elecciones generales de 2011 fue elegida diputada por la circunscripción electoral de Barcelona y es vicepresidenta segunda de la Comisión de Fomento. En las elecciones municipales de 2015 repitió como concejala del Partido Popular en el Ayuntamiento de Barcelona, aunque su partido pasó de 9 a 3 concejales.